# Cap Arcona
Pour les articles homonymes, voir Arcona.
 (juin 2017).
Si vous disposez d'ouvrages ou d'articles de référence ou si vous connaissez des sites web de qualité traitant du thème abordé ici, merci de compléter l'article en donnant les références utiles à sa vérifiabilité et en les liant à la section « Notes et références ».
Le Cap Arcona est un ancien paquebot allemand de grand luxe dont l'histoire est liée à l'une des plus grandes tragédies maritimes de la Seconde Guerre mondiale.
Le 3 mai 1945, il est coulé par l'aviation britannique avec deux autres navires (le Thielbek et le Deutschland) alors que sont parqués à bord des milliers de déportés transférés du camp de concentration de Neuengamme. Le naufrage du Cap Arcona a causé la mort d'environ 5 250 personnes.

## Fierté de la marine allemande

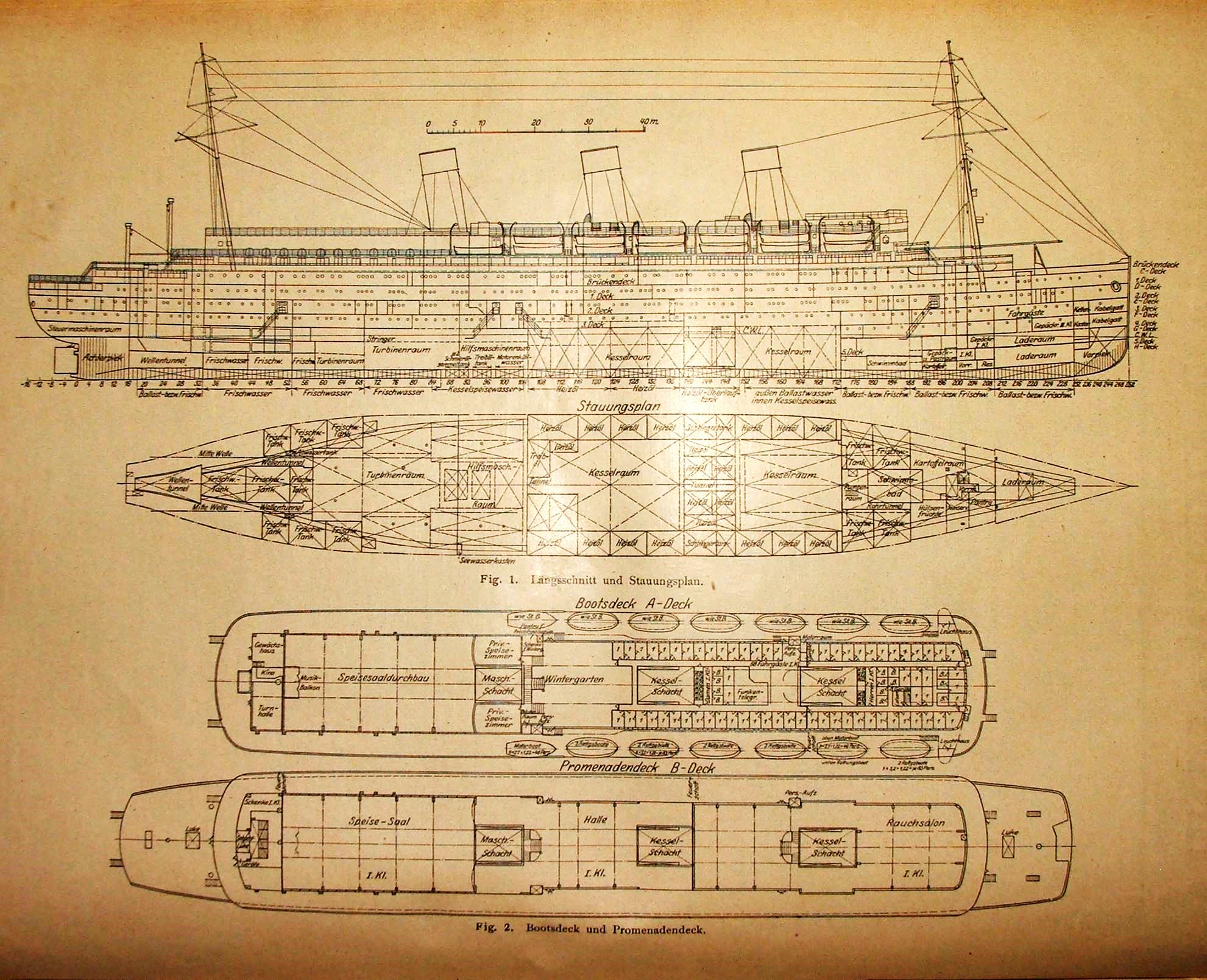
Plans du Cap Arcona. Werft Reederei Hafen, 1927.

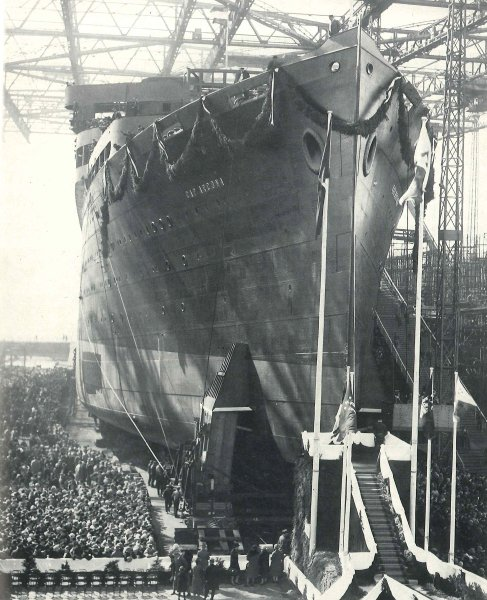
Lancement du Cap Arcona, 14 mai 1927.

Ce bateau à vapeur rapide appartient à la HSDG, Hamburg-Südamerikanische Dampfschifffahrts Gesellschaft (ou Hamburg-Süd), un des principaux armateurs allemands, surtout concentré sur les lignes entre Hambourg, l'Europe du Nord et l’Amérique du Sud. Construit par les chantiers Blohm & Voss de Hambourg, le Cap Arcona est lancé le 14 mai 1927. D'une longueur de 206 mètres, d'un tonnage de 27 500 tonnes et doté de cales profondes, il est considéré comme l'un des plus beaux navires de son temps. Son nom, Cap Arcona, provient du cap Arkona sur l'île allemande de Rügen (Mecklembourg-Poméranie-Occidentale).
Ce vapeur sert aussi bien à des croisières de luxe qu'à l'émigration, principalement vers l'Amérique du Sud. Le 3 décembre 1928, à Rio de Janeiro, un hydravion transportant l'élite intellectuelle brésilienne et chargé d'accueillir Santos-Dumont, qui est à bord du Cap Arcona, s'abîme près du navire.

## Réquisition par laKriegsmarine
Le navire est réquisitionné par la Kriegsmarine le 25 août 1939. Il reste à quai dans le port de Gotenhafen, baie de Dantzig (mer Baltique), Prusse-Orientale, servant de logement flottant aux troupes de la Kriegsmarine. En 1944, il reçoit l'ordre de transporter des civils et des soldats entre Gotenhafen et Copenhague, mais ses turbines tombant en panne, il est remorqué et réparé dans un chantier naval scandinave. Il est restitué en mauvais état à la compagnie Hamburg Süd le 14 avril 1945.

### Un intermède cinématographique
Le paquebot servit pour le tournage du film de propagande nazie Titanic tourné en 1942-1943.

### Des prisons flottantes
Toujours le 14 avril 1945, Heinrich Himmler donne l'ordre d'embarquer tous les prisonniers, et de les conduire en Suède pour les remettre aux Alliés en échange de certains avantages.
C'est le gauleiter, chef SS du district de Hambourg, Karl Kaufmann qui fit diriger les déportés du camp de concentration de Neuengamme vers Lübeck, où se trouvaient le Cap Arcona et deux navires plus petits, le Thielbek et l'Athen, ainsi que le Deutschland.
Les commandants du Cap Arcona, Heinrich Bertram, et du Thielbek, John Jacobsen, sont informés des projets nazis le 18 avril. Jacobsen est déchu de son commandement le 19. Dès le 20 commence l'embarquement sur les navires de 11 000 déportés arrivés à Lübeck entre les 19 et 26 avril, malgré les protestations de la Croix-Rouge suédoise.
L'officier SS Gehrig ordonne au capitaine de l'Athen, Fritz Nobmann, d'embarquer 2 300 déportés accompagnés de 280 SS et kapos et de les transférer au Cap Arcona, ancré à 4 km au large. Nobmann refuse, puis menacé de mort, s'exécute. Mais le commandant Bertram refuse le transbordement et l'Athen doit repartir au port. Ce n'est que le 26 sous la menace d'un jugement sommaire que Bertram doit se résoudre au transfert.
Sous le commandement du SS Kirstein, les gilets de sauvetage sont enlevés, alors que bancs et banquettes (possibles radeaux) sont stockés dans les cales. En plusieurs voyages jusqu'au 30 avril, 6 500 déportés et 600 gardes sont amenés sur le Cap Arcona, où ils survivent dans des conditions atroces. On compte plusieurs dizaines de morts chaque jour. Le 30, des prisonniers sont enlevés du navire tant la surpopulation exaspère même les SS et en raison d'un accord avec la Croix-Rouge pour exfiltrer les déportés français vers les hôpitaux suédois. Mais, arrivés du camp de concentration du Stutthof, 500 nouveaux déportés arrivent à Lübeck.
Le 3 mai, des chars britanniques arrivent dans la ville tandis qu'un avion de reconnaissance repère les navires et que les photos prises lors de leur survol permettent de repérer les SS sur le pont. Deux officiers britanniques écoutent le rapport terrifiant de la Croix-Rouge et promettent d'agir, mais il est trop tard pour détourner l'attaque lancée par la RAF au vu de l'interprétation de la reconnaissance aérienne.
Le 4 mai, les Alliés libèrent donc un camp de Neuengamme vide, bien qu'il ait reçu 106 000 déportés à partir de 1938.

## La tragédie de Lübeck

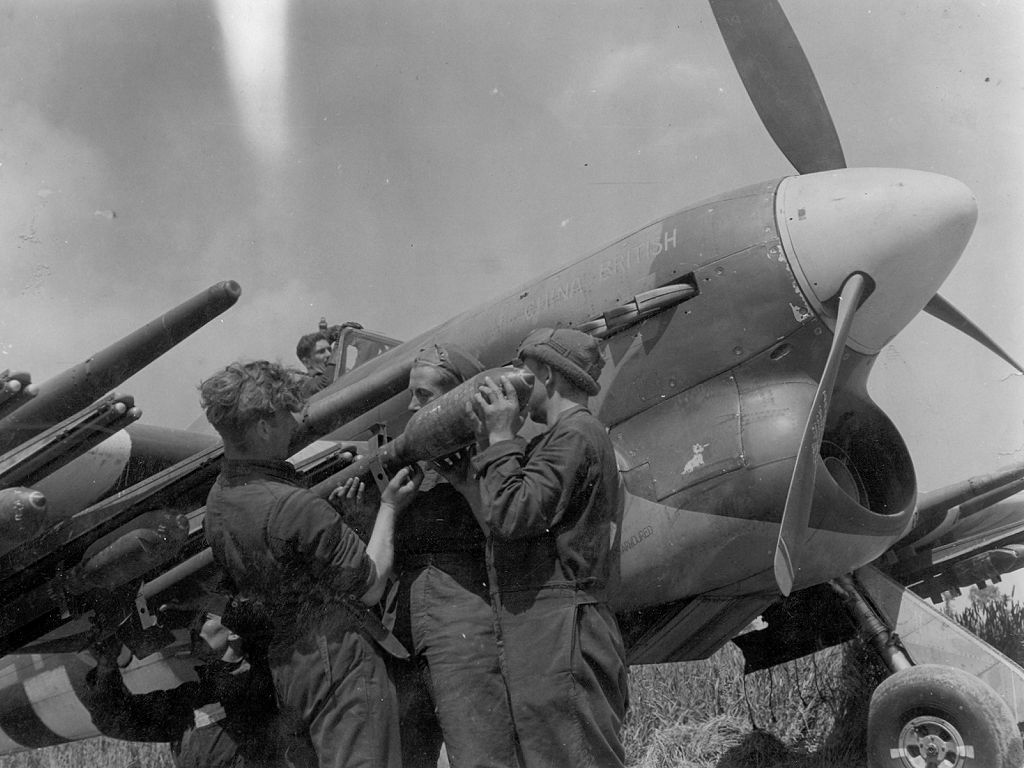
Réarmement de roquettes hautement explosives RP-3 sur un Hawker Typhoon.

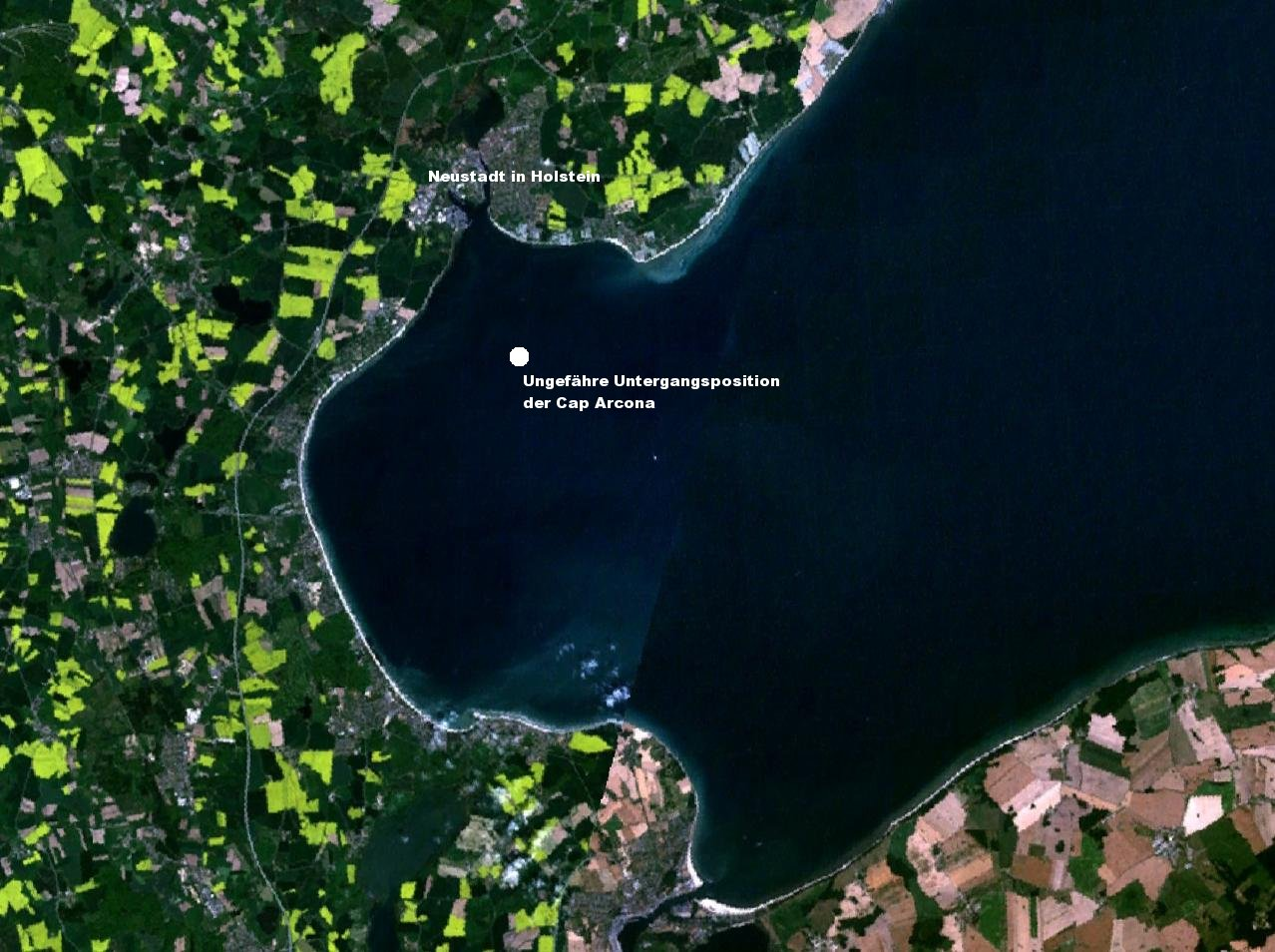
Baie de Lübeck, à trois kilomètres de Neustadt (en haut à gauche) : position du Cap Arcona au moment de son naufrage.

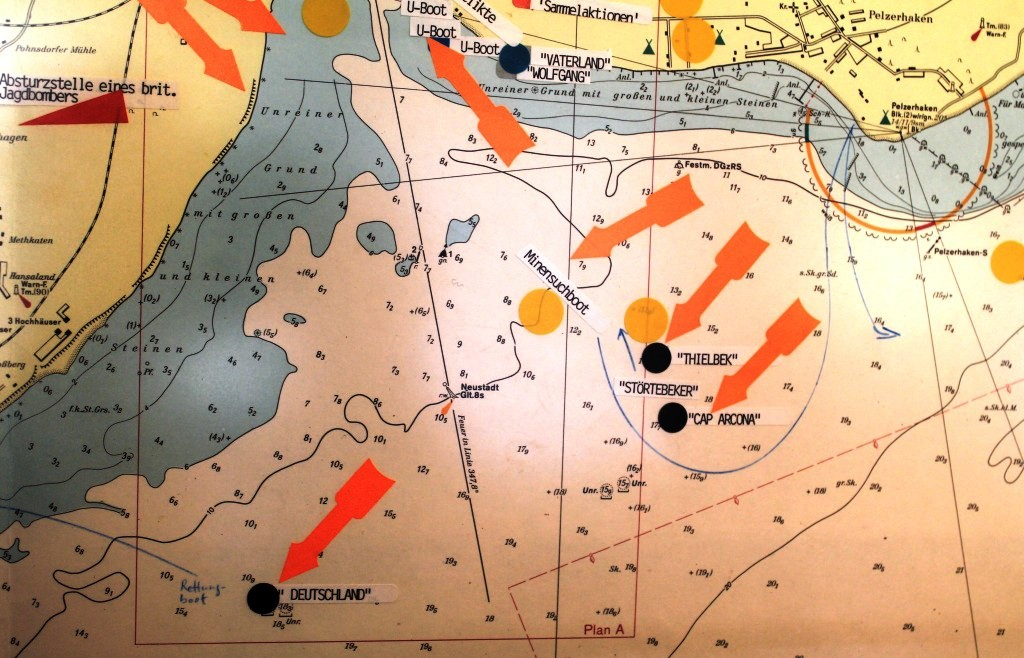
Positions des trois navires dans la baie de Neustadt le 3 mai 1945.

Le 3 mai 1945 à 14 h 30, trois jours après le suicide d’Hitler, le Cap Arcona, le paquebot de luxe allemand d’avant-guerre de 27 561 tonnes et de 206 mètres de long, le Thielbek (un cargo de 2 815 tonnes), le Deutschland IV (paquebot de 21 046 tonnes) et l’Athen étaient mouillés dans la baie de Lübeck au large de Neustadt in Holstein et Scharbeutz. Les trois premiers furent bombardés et coulés par des chasseurs-bombardiers Typhoon Mk IB du groupe 83 du Second Tactical Air Force de la RAF commandés par le chef d'escadron Martin Scott Rumbold.
Environ 7 000 à 8 000 déportés périrent noyés, les survivants nagèrent dans la mer Baltique glaciale mais furent, les uns, canonnés par les Britanniques alors qu'ils nageaient et, les autres, mitraillés par les SS sur la plage.
À bord des deux premiers bateaux, environ 8 000 déportés des camps de concentration de Neuengamme près de Hambourg et de Stutthof près de Danzig, pour moitié des prisonniers de guerre russes et polonais et d'autres, français (résistants, réfractaires au STO, etc.), belges, hollandais, allemands, danois, etc., furent rapidement évacués de ces camps face à l'avancée rapide des troupes britanniques.
Arrivant dans le port de Lübeck, ils sont forcés de monter à bord de l’Athen (un cargo de 1 936 tonnes) pour être transférés dans le Cap Arcona et conduits en Suède, les Allemands ayant l'intention de les remettre aux Alliés contre avantages. Le capitaine du Cap Arcona, Heinrich Bertram, refuse de les prendre à bord en protestant que son bateau ne peut en contenir que 700. Menacé de mise aux arrêts et d'exécution sommaire, il obéit et laisse 7 000 déportés être entassés par quelque 600 SS dans les cales profondes de son navire.
Quand l'Athen eut fini son travail de transbordement, un groupe de déportés fut retransféré du Cap Arcona (maintenant surpeuplé) à l’Athen. Environ 5 250 personnes se trouvent ainsi à bord du Cap Arcona. Le capitaine de l’Athen accosta alors son navire contre le quai de Neustadt et fit déployer le drapeau blanc, ce qui sauva 1 998 personnes. À une courte distance de là, le paquebot Deutschland est en train d'être converti à quai en navire-hôpital. Tirant leurs roquettes, les chasseurs-bombardiers Typhoon du 184th Squadron basé à Hustedt attaquent, touchant les trois bateaux. Les capitaines du Cap Arcona et du Thielbek font déployer le drapeau blanc mais les dommages subis sont déjà catastrophiques.

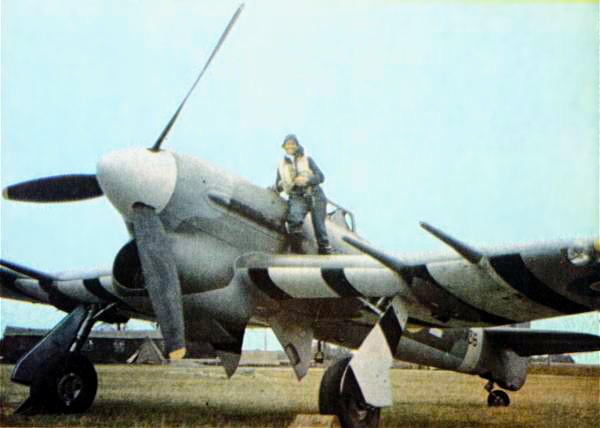
Chasseur-bombardier Hawker Typhoon Mark IB armé de 4 canons Hispano Mark. II de 20 mm.

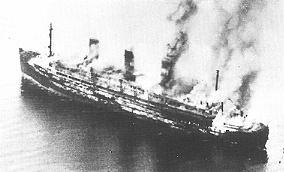
Le Cap Arcona embrasé peu après les attaques aériennes.

La seconde attaque vint du 198th Squadron basé à Plantlünne dirigé par le colonel « Johnny » Baldwin. La troisième vint du 263rd Squadron basé à Ahlhorn. L'escadrille attaque le Deutschland. Une quatrième attaque est également effectuée par le 197th Squadron, basé aussi à Ahlhorn. Le Deutschland s’embrase rapidement, la quille à l'air et coule quatre heures plus tard. Heureusement, il n’y a aucun déporté à bord et l'équipage a déserté le navire après la première attaque.
Dans le Cap Arcona, 4 650 déportés piégés en dessous dans les cales profondes suffoquèrent dans la fumée et les flammes ; le navire donna de la bande, fut en partie submergé et s’embrasa. Quelques-uns des déportés réussirent à s'en extraire et à se cramponner à la coque du navire, d’autres sautèrent dans la mer Baltique glaciale. On compta 316 rescapés. Le Thielbek se transforma en épave où l’incendie couvait et coula quarante-cinq minutes plus tard. Du Thielbek, sur 2 800 déportés, seulement 50 furent sauvés. L’Athen ayant hissé le drapeau blanc, les 1 998 passagers furent épargnés.
Beaucoup de survivants, essayant de nager jusqu'à la plage, sont abattus dans l'eau par les canons des Hawker volant en rase-mottes et tournant autour des bateaux :
« RAF Pilot Allan Wyse of No. 193 Squadron later recalled, « We used our cannon fire at the chaps in the water… we shot them up with 20 mm cannons in the water. Horrible thing, but we were told to do it and we did it. That's war ».

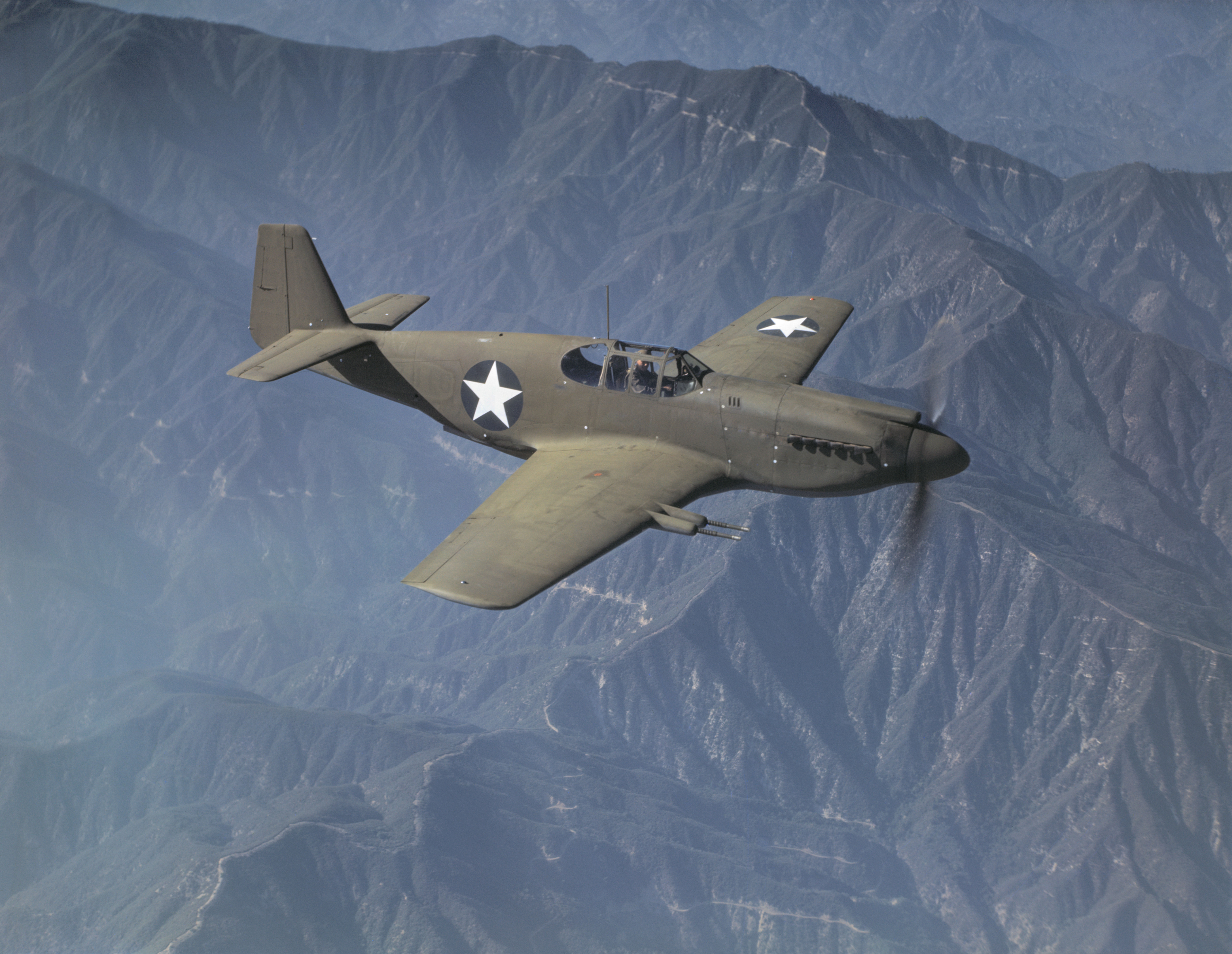
North American F-6A 'Mustang (version de reconnaissance tactique du P-51A) de l'USAAF.

Des photos (des navires en flamme ; du Deutschland chavirant, du Thielbek, du Cap Arcona, de survivants nageant dans la mer Baltique glaciale) sont prises lors d'une mission de reconnaissance au-dessus de la baie de Lübeck par un North American F-6 'Mustang' du 161st Tactical Reconnaissance Squadron de l'USAAF vers 17 heures.
Le 4 mai 1945, des photos des épaves échouées (Cap Arcona et Thielbek) sont prises par un avion de reconnaissance anglais.

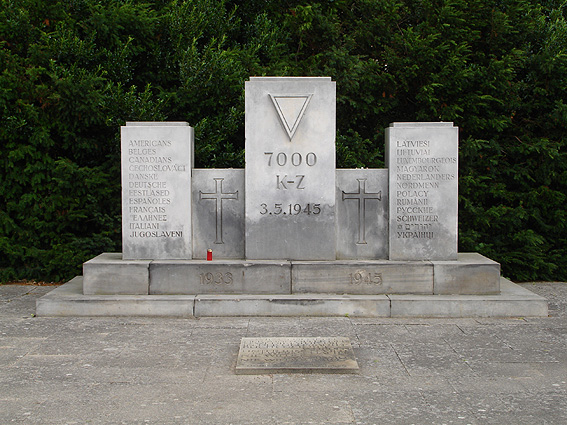
Mémorial international des déportés victimes du Cap Arcona et du Thielbek dans le cimetière d'honneur à Neustadt en Holstein.

En tout, environ 8 000 personnes périssent dans cette tragédie (7 300 déportés et 600 SS), et 314 déportés et 2 membres d'équipage sont sauvés. Les victimes sont enterrées dans des fosses communes creusées entre Lübeck et Pelzerhaken. Les survivants ont fait construire un cénotaphe sur lequel est inscrit : « À la mémoire éternelle des déportés du camp de concentration de Neuengamme. Ils périrent lors du naufrage du Cap Arcona le 3 mai 1945 ».
Pendant des semaines après le naufrage, les corps des victimes furent ramenés par le courant sur la plage ; ils furent rassemblés et enterrés dans de simples fosses communes à Neustadt en Holstein. Et pendant presque trois décennies, des squelettes et ossements furent récupérés sur la plage, le dernier ayant été trouvé par un garçonnet de douze ans en 1971. L'histoire de cette tragédie est dépeinte dans le musée du Cap Arcona de la ville de Neustadt en Holstein, ouvert en 1990.
Ces déportés étaient de 28 nationalités différentes : allemande, américaine, belge (notamment le poète René Blieck), biélorusse, canadienne, danoise, espagnole, estonienne, française (à noter la mort de Roland Malraux, demi-frère d'André Malraux), grecque, helvétique, hongroise, italienne, lettonne, lituanienne, luxembourgeoise, néerlandaise, norvégienne, polonaise, roumaine, russe, tchécoslovaque, ukrainienne, yougoslave, etc.
Parmi les disparus, les préfets Édouard Bonnefoy, Jacques-Félix Bussière et Louis Dupiech , le médecin capitaine Yves Bongars de Vaudeleau[réf. souhaitée], le médecin bordelais Albert Barraud, qui avaient été déportés par la Gestapo pour faits de résistance (NAP).
Le 4, la presse britannique titrait sur la « brillante attaque » de la RAF.

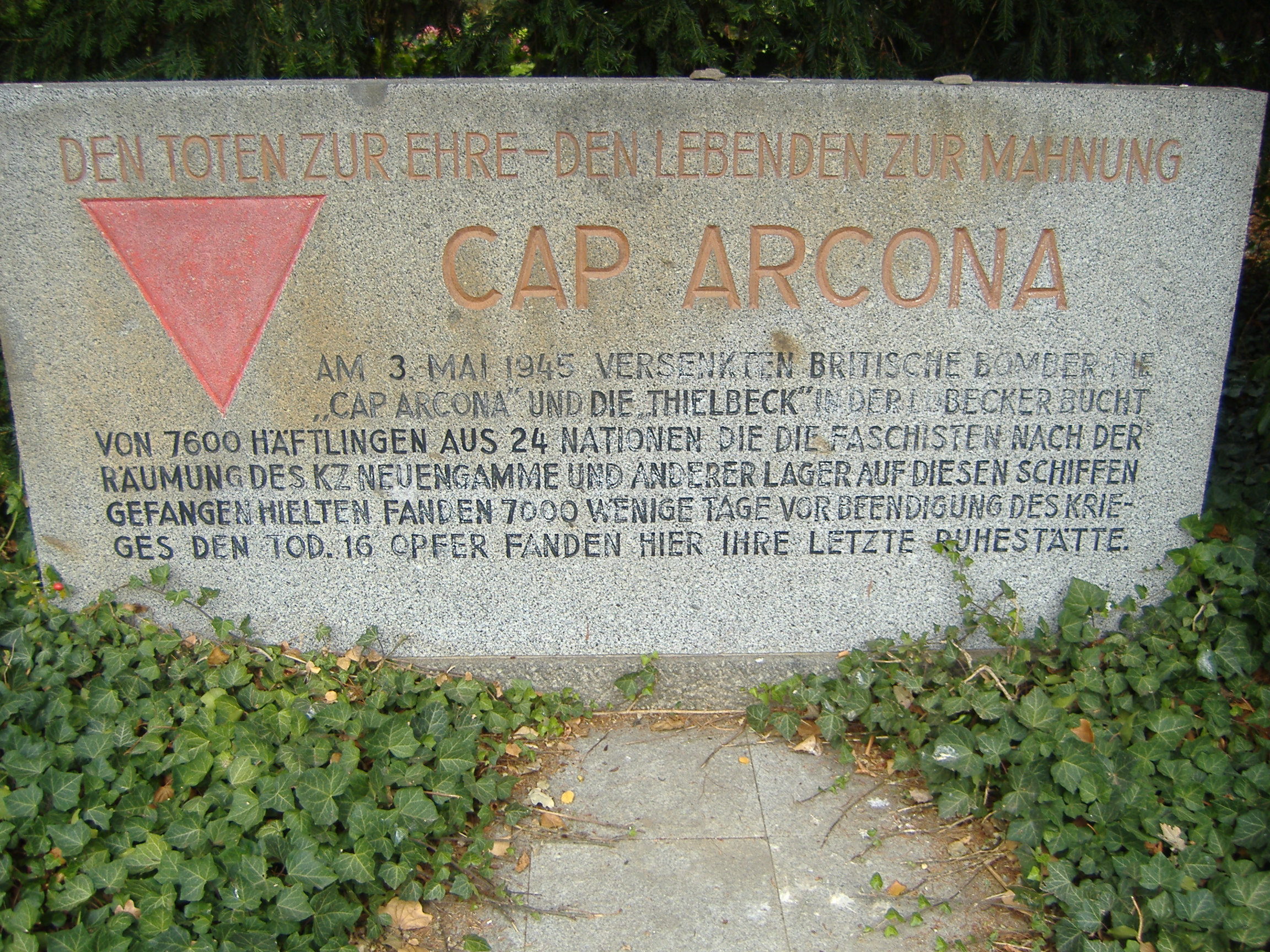
Cénotaphe pour les victimes du Cap Arcona à Klütz.

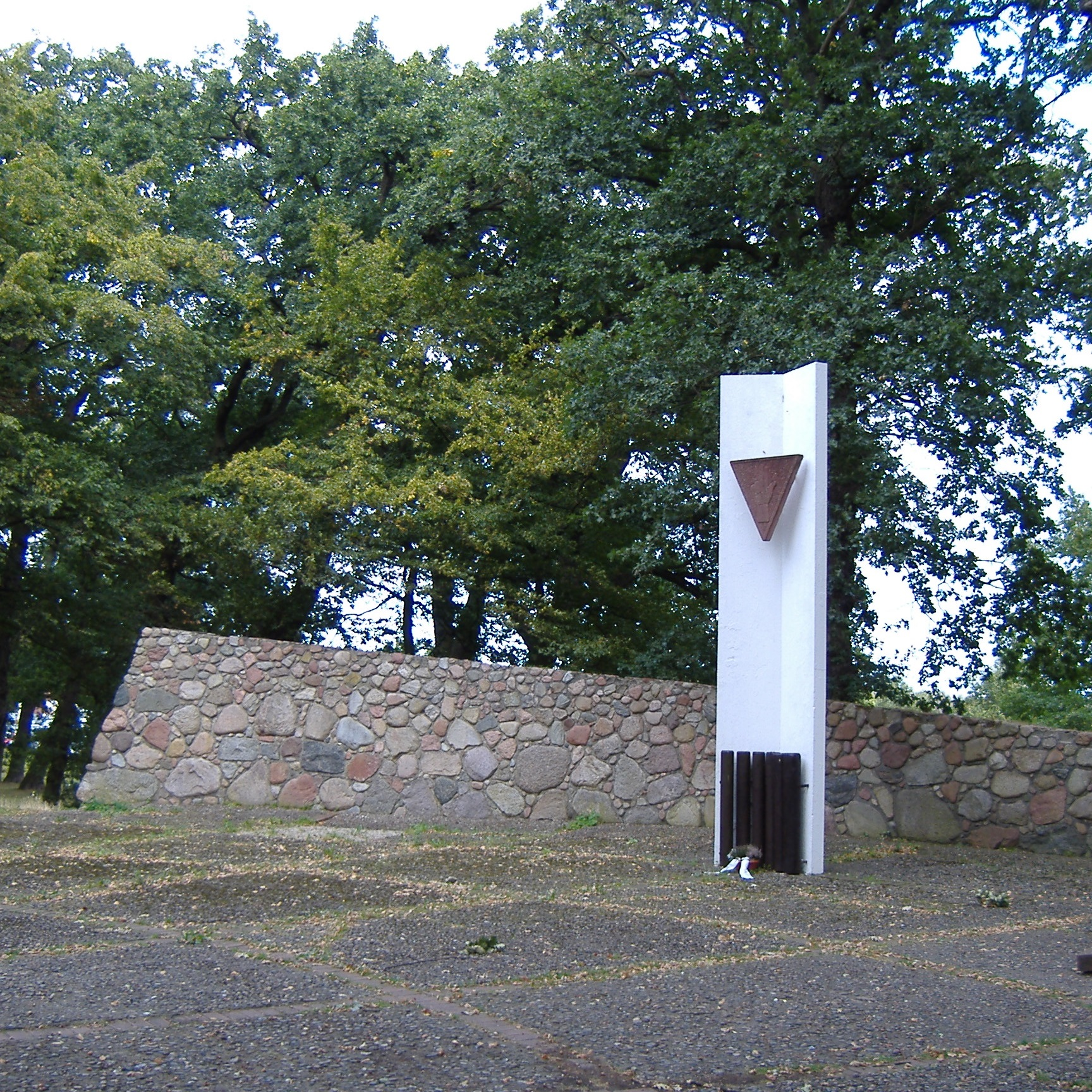
Monuments aux morts du Cap Arcona sur l'île de Poel.

Ce naufrage fait partie, avec notamment ceux du Wilhelm Gustloff et du Goya, qui eurent également lieu en 1945 dans la mer Baltique, des plus grandes catastrophes maritimes du XXe siècle.
Les officiers SS de Neuengamme furent jugés par des tribunaux militaires britanniques, mais aucun des responsables du transfert vers le Cap Arcona ne le fut.
Les pilotes de la RAF ne savaient pas qu’il y avait des déportés à bord et ce n'est que bien des années plus tard, en fait en 1975, que certains apprirent qu’ils avaient massacré des déportés des camps de concentration. Par contre, le rapport d'enquêtes de l'officier anglais Noel Till indique que la RAF avait reçu un message de la Croix-Rouge le 2 mai 1945, mais ne l'avait pas transmis aux pilotes. Les archives militaires britanniques ne seront consultables qu'en 2045.
Quant au navire Cap Arcona, son épave resta échouée dans la baie jusqu'en 1949, puis fut démantelée pour être réduite en ferrailles. La firme Rolls-Royce photographia ces restes en détail pour évaluer l'efficacité de ses bombes.
Un fragment du bateau est aux pieds de la stèle du monument en hommage aux victimes du camp de concentration de Neuengamme dans l'est du cimetière du Père-Lachaise à Paris, division 97.

### La mission des pilotes britanniques
Témoignage de Derek Stevenson, officier de la RAF chargé de bombarder les bateaux de Lübeck :

« Les 1er, 2 et 3 mai, notre escadron de Typhoon effectue plus de 130 sorties de guerre avec 20 pilotes, dont sept missions pour moi. Le sommet, c'est le 3 mai 1945, avec pour moi 4 missions dans cette seule journée. Le jour du désastre de la baie de Lübeck.
L'officier de renseignements que nous appelions « l'espion » me dit ce 3 mai : Steve, j'ai une mission pour toi ! Il me parle de 4 navires se trouvant dans la baie de Lübeck : le paquebot Cap Arcona de plus de 200 mètres de long et plus de 27 500 tonneaux, le Deutschland de 21 000 tonneaux et les plus petits, le Thielbek et l’Athen. L'officier nous explique que nous devons couler ces bâtiments, car l'état-major a appris qu'ils étaient pleins de troupes SS devant partir continuer la guerre en Norvège…
20 minutes de vol à 3 000 mètres et j'aperçois le Deutschland. Je donne l'ordre à mes trois coéquipiers de piquer et de tout tirer nos 8 roquettes et les 360 obus de 20 mm de nos canons.
À 80° d'angle, c'est la plongée. La cheminée fume, je me dis que le paquebot est prêt à partir. Le navire devient de plus en plus gros, j'arrose le pont, je fais ma ressource de fin de piqué, j'ai le « voile noir » en remontant, puis je rassemble ma section.
Nous constatons par radio que la Flak n'a pas tiré contre nous. Le navire n'était pas défendu… Bizarre !
En route vers le terrain, je signale ce manque de défense, avec un gros doute sur l'utilité de la mission et des autres à venir… Puis nous sommes repris dans le mouvement.
D'autres attaques d'escadrons de Typhoon ont bien lieu, « mon message n'est pas remonté » note Derek Stevenson. […]
En Basse-Normandie [en 1996], j'ai pu rencontrer deux anciens résistants normands déportés : Pierre Billaux de Chambois et Roland Beaulès de Rouen. Pierre Billaux était le 3 mai 1945 sur l’Athen et Roland Beaulès sur le Cap Arcona… Ils avaient survécu. »